# Борис Сакскобургготски
Борис Сакскобургготски или Борис Търновски (на испански: Boris Sajonia-Coburgo-Gotha, Boris de Bulgaria) е български княз, първороден син на княз Кардам и внук на цар Симеон II. След смъртта на баща си през 2015 г. става носител на династичните права.
През 2022 г. Симеон Сакскобургготски съобщава, че е решил внукът му, когато го наследи, да носи титлата пазител на короната, а не цар.

## Биография
Роден е на 12 октомври 1997 г. в испанската столица Мадрид, в семейството на княгиня Мириам де Унгрия и Лопес и княз Кардам Търновски. Майка му е с баски етнически произход. Кръстен е на прадядо си цар Борис III. Учи в „Европейския лицей“ (Liceo Europeo) в родния си град.
На 24 септември 2021 г., кумува на сватбата на руския престонаследник Георги Михайлович Романов.